# Mezsdurecsenszk (Szamarai terület)
Mezsdurecsenszk (orosz nyelven: Междуреченск) városi jellegű település Oroszország európai részén, a Szamarai terület Szizranyi járásában. 
Lakossága: 3006 fő (a 2010. évi népszámláláskor).

## Elhelyezkedése
Szamara területi székhelytől 138 km-re nyugatra fekszik, az Usza alsó folyása – ez már a Kujbisevi-víztározó öble – és a Volga közötti keskeny földnyelven. Erre utal elnevezése: Mezsdurecsenszk jelentése 'folyóköz'. Kisebb vasútállomás a Szizrany– Zsiguljovszk–Togliatti vasútvonalon. A település mellett vezet az  „Urál” főút.

## Története
A kedvező földrajzi hely miatt már 1614-ben (vagy 1680 körül) létrejött a Volga itteni partján egy kis falu, mai neve Perevoloki. A Kujbisevi-víztározó kialakítása és a Szizrany–Zsiguljovszk vasútvonal építése során, 1956-ban döntöttek egy nagy faanyag-átrakodó „kombinát” létesítéséről a falu közelében. A kombinát, a vasbetongyár és a Perevoloki körzetében szétszórt kistelepülések összevonásával hozták létre Mezsdurecsenszk városi jellegű települést 1965-ben.